# فرودگاه بثرست (استرالیا)
فرودگاه بترست (استرالیا) (به انگلیسی: Bathurst Airport (Australia)) یک فرودگاه همگانی با کد یاتا BHS است که یک باند فرود آسفالت دارد و طول باند آن ۱۷۰۵ متر است. این فرودگاه در کشور استرالیا قرار دارد و در ارتفاع ۷۴۲ متری از سطح دریا واقع شده‌است.